# Associació d'Estudiants de la Bíblia, L'Aurora

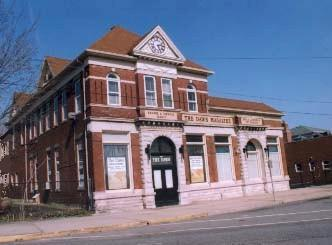
L'Aurora, oficines a East Rutherford, Nova Jersey, Estats Units

L'Associació d'Estudiants de la Bíblia, L'Aurora és el nom jurídic utilitzat per una branca dels anomenats Estudiants de la Bíblia. Es va fundar amb la intenció de convertir-se en una editorial per començar la distribució dels Estudis de les Escriptures sèrie escrita per Charles Taze Russell, que la Societat Watch Tower va deixar de publicar i distribuir l'any 1927. Per la seva difusió utilitza la revista L'Aurora o en anglès The Dawn and Herald of Christ's Presence.